# Bel-ibni
Bel-ibni byl babylónský král a šlechtic z 10. babylónské dynastie. Vládl v letech 703–700 př. n. l. Původně byl babylónským šlechticem, kterého roku 703 př. n. l. na trůn dosadil asyrský král Sinacherib (který ovládal Babylón) na loutkové místo babylónského krále. Tento experiment s domorodým vládcem Babylónu ztroskotal, protože Belovi se vláda zalíbila a tak se zapojil do spiknutí Elamitů a Chaldejců proti Sinacheribovi. Sinacherib spiknutí odhalil a Bela sesadil. Následně byl poslán do asyrského exilu. Jeho nástupcem se stal Sinacheribův syn Aššur-nadin-šumi.  